# Dánia az 1980. évi nyári olimpiai játékokon
Dánia a szovjetunióbeli Moszkvában megrendezett 1980. évi nyári olimpiai játékok egyik részt vevő nemzete volt. Az országot az olimpián 13 sportágban 28 sportoló képviselte, akik összesen 5 érmet szereztek. Dánia az olimpiai zászló alatt vett részt a játékokon.

## Érmesek
| Érem  | Versenyző                                                | Sportág       | Versenyszám                |
| ----- | -------------------------------------------------------- | ------------- | -------------------------- |
| Arany | Kjeld Rasmussen                                          | Sportlövészet | Skeet                      |
| Arany | Erik Hansen Poul Richard Høj Jensen Valdemar Bandolowski | Vitorlázás    | Soling                     |
| Ezüst | Per Kjærgaard Peter Due                                  | Vitorlázás    | Tornádó                    |
| Bronz | Hans-Henrik Ørsted                                       | Kerékpározás  | Férfi egyéni üldözőverseny |
| Bronz | Susanne Nielsson                                         | Úszás         | Női 100 m mell             |

## Atlétika
Férfi
| Versenyző              | Versenyszám | Előfutam | Előfutam | Előfutam | Negyeddöntő | Negyeddöntő | Negyeddöntő | Elődöntő | Elődöntő | Elődöntő | Döntő         | Döntő         |
| Versenyző              | Versenyszám | Idő      | Hely.    | Össz.    | Idő         | Hely.       | Össz.       | Idő      | Hely.    | Össz.    | Idő           | Helyezés      |
| ---------------------- | ----------- | -------- | -------- | -------- | ----------- | ----------- | ----------- | -------- | -------- | -------- | ------------- | ------------- |
| Jens Smedegaard Hansen | 400 m       | 47,01    | 4.       | 9.*      | 45,89       | 3.          | 5.          | 47,00    | 7.       | 15.      | kiesett       | kiesett       |
| Jørn Lauenborg         | Maraton     |          |          |          |             |             |             |          |          |          | nem ért célba | nem ért célba |

* - egy másik versenyzővel azonos eredményt ért el

## Birkózás
Kötöttfogású
| Versenyző             | Versenyszám | 1. forduló                      | 2. forduló                       | 3. forduló        | 4. forduló        | 5. forduló        | Döntő             | Helyezés    |
| Versenyző             | Versenyszám | Ellenfél Eredmény               | Ellenfél Eredmény                | Ellenfél Eredmény | Ellenfél Eredmény | Ellenfél Eredmény | Ellenfél Eredmény | Helyezés    |
| --------------------- | ----------- | ------------------------------- | -------------------------------- | ----------------- | ----------------- | ----------------- | ----------------- | ----------- |
| Kaj Jægergaard Hansen | 74 kg       | Kocsis Ferenc (HUN) · kétvállas | Janko Sopov (BUL) · kétvállas    | kiesett           | kiesett           | kiesett           | kiesett           | helyezetlen |
| Svend Erik Studsgaard | 100 kg      | Roman Bierła (POL) · kizárták   | Refik Memišević (YUG) · kizárták | kiesett           | kiesett           |                   | kiesett           | 8.          |

## Evezés
Férfi
| Versenyző                                                    | Versenyszám              | Előfutam | Előfutam | Vigaszág | Vigaszág | Elődöntő | Elődöntő | Döntő | Döntő      | Döntő      | Helyezés |
| Versenyző                                                    | Versenyszám              | Idő      | Hely.    | Idő      | Hely.    | Idő      | Hely.    | Típus | Idő        | Hely.      | Helyezés |
| ------------------------------------------------------------ | ------------------------ | -------- | -------- | -------- | -------- | -------- | -------- | ----- | ---------- | ---------- | -------- |
| Michael Jessen Erik Christiansen                             | Kormányos nélküli kettes | 7:43,04  | 4.       | 7:08,21  | 1.       | 6:56,90  | 4.       | B     | nem indult | nem indult | 12.      |
| Reiner Modest Per Rasmussen Morten Espersen Ole Bloch Jensen | Négypárevezős            | 6:19,28  | 3.       | 6:02,60  | 3.       |          |          | B     | 6:05,38    | 3.         | 9.       |

Női
| Versenyző     | Versenyszám  | Előfutam | Előfutam | Vigaszág | Vigaszág | Döntő | Döntő          | Döntő | Helyezés |
| Versenyző     | Versenyszám  | Idő      | Hely.    | Idő      | Hely.    | Típus | Idő            | Hely. | Helyezés |
| ------------- | ------------ | -------- | -------- | -------- | -------- | ----- | -------------- | ----- | -------- |
| Lise Justesen | Egypárevezős | 4:11,94  | 3.       | 4:00,40  | 4.       | C     | verseny nélkül | 1.    | 9.       |

## Kajak-kenu
Férfi
| Versenyző             | Versenyszám       | Előfutam | Előfutam | Előfutam | Vigaszág | Vigaszág | Vigaszág | Döntő   | Döntő    |
| Versenyző             | Versenyszám       | Idő      | Hely.    | Össz.    | Idő      | Hely.    | Össz.    | Idő     | Helyezés |
| --------------------- | ----------------- | -------- | -------- | -------- | -------- | -------- | -------- | ------- | -------- |
| Hans Christian Lassen | Kenu egyes 1000 m | kizárták | kizárták | kizárták | kiesett  | kiesett  | kiesett  | kiesett | kiesett  |

## Kerékpározás

### Országúti kerékpározás
Férfi
| Versenyző                                                            | Versenyszám     | Idő               | Helyezés      |
| -------------------------------------------------------------------- | --------------- | ----------------- | ------------- |
| Henning Jørgensen                                                    | Mezőnyverseny   | 5:04:08 (+15:39)  | 31.           |
| Verner Blaudzun                                                      | Mezőnyverseny   | 5:05:48 (+17:19)  | 42.           |
| Allan Jacobsen                                                       | Mezőnyverseny   | nem ért célba     | nem ért célba |
| Per Sandahl Jørgensen                                                | Mezőnyverseny   | nem ért célba     | nem ért célba |
| Per Kærsgaard Laursen Michael Markussen Jesper Worre Jørgen Pedersen | Csapat időfutam | 2:07:42,3 (+6:21) | 10.           |

### Pálya-kerékpározás
Sprintverseny
| Versenyző    | Versenyszám  | 1. forduló                 | 1. forduló | Vigaszág               | Vigaszág | Döntő                  | Döntő | 2. forduló                | 2. forduló | Vigaszág                   | Vigaszág | Nyolcaddöntő              | Nyolcaddöntő | Vigaszág                                          | Vigaszág | Döntő                | Döntő | Negyeddöntő                       | 5–8. helyért                                                            | 5–8. helyért | Elődöntő             | Döntő                | Helyezés |
| Versenyző    | Versenyszám  | Ellenfelek Győztes idő     | Hely       | Ellenfelek Győztes idő | Hely     | Ellenfelek Győztes idő | Hely  | Ellenfél Győztes idő      | Hely       | Ellenfél Győztes idő       | Hely     | Ellenfelek Győztes idő    | Hely         | Ellenfelek Győztes idő                            | Hely     | Ellenfél Győztes idő | Hely  | Ellenfél Győztes idő              | Ellenfelek Győztes idő                                                  | Hely         | Ellenfél Győztes idő | Ellenfél Győztes idő | Helyezés |
| ------------ | ------------ | -------------------------- | ---------- | ---------------------- | -------- | ---------------------- | ----- | ------------------------- | ---------- | -------------------------- | -------- | ------------------------- | ------------ | ------------------------------------------------- | -------- | -------------------- | ----- | --------------------------------- | ----------------------------------------------------------------------- | ------------ | -------------------- | -------------------- | -------- |
| Henrik Salée | Férfi egyéni | James Joseph (GUY) · 11,24 | 1.         |                        |          |                        |       | Heinz Isler (SUI) · 11,47 | 2.         | Morcz László (HUN) · 10,94 | 1.       | Yavé Cahard (FRA) · 10,94 | 2.           | Kenrick Tucker (AUS) · James Joseph (GUY) · 11,25 | 2.       |                      |       | Lutz Heßlich (GDR) · 10,95; 10,96 | Heinz Isler (SUI) · Kenrick Tucker (AUS) · Ottavio Dazzan (ITA) · 11,36 | 1.           |                      |                      | 5.       |

Időfutam
| Név             | Versenyszám  | Idő      | Helyezés |
| --------------- | ------------ | -------- | -------- |
| Bjarne Sørensen | Férfi egyéni | 1:07,422 | 8.       |

Üldözőversenyek
| Versenyző          | Versenyszám  | Selejtező | Selejtező | Negyeddöntő                | Negyeddöntő | Elődöntő                          | Elődöntő  | Döntő                                       | Döntő     | Helyezés |
| Versenyző          | Versenyszám  | Idő       | Hely.     | Ellenfél Idő               | Saját idő   | Ellenfél Idő                      | Saját idő | Ellenfél Idő                                | Saját idő | Helyezés |
| ------------------ | ------------ | --------- | --------- | -------------------------- | ----------- | --------------------------------- | --------- | ------------------------------------------- | --------- | -------- |
| Hans-Henrik Ørsted | Férfi egyéni | 4:39,98   | 2.        | Sean Yates (GBR) · 4:41,39 | 4:38,42     | Robert Dill-Bundi (SUI) · 4:32,29 | 4:36,85   | Bronzmérkőzés · Harald Wolf (GDR) · 4:37,38 | 4:36,54   |          |

## Kézilabda

### Férfi
| Dán férfi kézilabdacsapat-játékoskeret                                                                                            | Dán férfi kézilabdacsapat-játékoskeret                                                                                             |
| --- | --- |
| - Anders Dahl-Nielsen - Bjarne Jeppesen - Carsten Haurum - Erik Bue Pedersen - Hans Henrik Hattesen - Iver Grunnet - Michael Berg | - Mogens Jeppesen - Morten Stig Christensen - Ole Nørskov Sørensen - Palle Jensen - Per Skaarup - Poul Kjær Poulsen - Thomas Pazyj |

#### Eredmények
Csoportkör
A csoport
| Csapat              | M | Gy | D | V | G+  | G–  | Gk  | P |
| ------------------- | - | -- | - | - | --- | --- | --- | - |
| NDK (GDR)           | 5 | 4  | 1 | 0 | 108 | 92  | +16 | 9 |
| Magyarország (HUN)  | 5 | 3  | 2 | 0 | 96  | 88  | +8  | 8 |
| Spanyolország (ESP) | 5 | 2  | 1 | 2 | 102 | 106 | –4  | 5 |
| Lengyelország (POL) | 5 | 2  | 1 | 2 | 123 | 97  | +26 | 5 |
| Dánia (DEN)         | 5 | 1  | 0 | 4 | 96  | 104 | –8  | 2 |
| Kuba (CUB)          | 5 | 0  | 1 | 4 | 103 | 141 | –38 | 1 |

| 1980. július 20. 17:00 | Dánia (DEN) | 30–18 | Kuba (CUB) |  |
| 1980. július 20. 17:00 | (18–8)      |       |            |  |
| 1980. július 20. 17:00 |             |       |            |  |

| 1980. július 22. 18:30 | Spanyolország (ESP) | 20–19 | Dánia (DEN) |  |
| 1980. július 22. 18:30 | (7–7)               |       |             |  |
| 1980. július 22. 18:30 |                     |       |             |  |

| 1980. július 24. 18:30 | Lengyelország (POL) | 26–12 | Dánia (DEN) |  |
| 1980. július 24. 18:30 | (9–5)               |       |             |  |
| 1980. július 24. 18:30 |                     |       |             |  |

| 1980. július 26. 18:30 | Magyarország (HUN) | 16–15 | Dánia (DEN) |  |
| 1980. július 26. 18:30 | (8–6)              |       |             |  |
| 1980. július 26. 18:30 |                    |       |             |  |

| 1980. július 28. 20:00 | NDK (GDR) | 24–20 | Dánia (DEN) |  |
| 1980. július 28. 20:00 | (13–9)    |       |             |  |
| 1980. július 28. 20:00 |           |       |             |  |

A 9. helyért
| 1980. július 30. 12:30 | Dánia (DEN) | 28–20 | Algéria (ALG) |  |
| 1980. július 30. 12:30 | (15–9)      |       |               |  |
| 1980. július 30. 12:30 |             |       |               |  |

| Csapat      | Helyezés |
| ----------- | -------- |
| Dánia (DEN) | 9.       |

## Műugrás
Férfi
| Versenyző     | Versenyszám        | Selejtező | Selejtező | Döntő   | Döntő    |
| Versenyző     | Versenyszám        | Pont      | Helyezés  | Pont    | Helyezés |
| ------------- | ------------------ | --------- | --------- | ------- | -------- |
| Claus Thomsen | Egyéni toronyugrás | 467,760   | 10.       | kiesett | kiesett  |

## Ökölvívás
| Versenyző      | Versenyszám  | 32-es főtábla                    | Nyolcaddöntő                       | Negyeddöntő               | Elődöntő          | Döntő             | Helyezés |
| Versenyző      | Versenyszám  | Ellenfél Eredmény                | Ellenfél Eredmény                  | Ellenfél Eredmény         | Ellenfél Eredmény | Ellenfél Eredmény | Helyezés |
| -------------- | ------------ | -------------------------------- | ---------------------------------- | ------------------------- | ----------------- | ----------------- | -------- |
| Jesper Garnell | Könnyűsúly   | Sylvain Rajefiarison (MAD) · 5:0 | Galsandorjiin Batbileg (MGL) · 1:4 | kiesett                   | kiesett           | kiesett           | 9.       |
| Ole Svendsen   | Váltósúly    | Michael Pillay (SEY) · 1:4       | kiesett                            | kiesett                   | kiesett           | kiesett           | 17.      |
| Michael Madsen | Félnehézsúly |                                  | Kuzma Csaba (HUN) · 3:2            | Ricardo Rojas (CUB) · 1:4 | kiesett           | kiesett           | 5.       |

## Sportlövészet
Nyílt
| Versenyző       | Versenyszám           | Pont                   | Helyezés |
| --------------- | --------------------- | ---------------------- | -------- |
| Henning Clausen | Sportpuska, fekvő     | 592                    | 25.      |
| Henning Clausen | Sportpuska, összetett | 1156                   | 9.       |
| Finn Danielsen  | Sportpuska, összetett | 1147                   | 17.      |
| Kjeld Rasmussen | Skeet                 | 196 (szétlövés: 25+25) |          |
| Ole Justesen    | Skeet                 | 194                    | 10.      |

## Súlyemelés
| Versenyző       | Versenyszám | Szakítás | Szakítás | Lökés    | Lökés    | Összesen | Helyezés |
| Versenyző       | Versenyszám | Eredmény | Helyezés | Eredmény | Helyezés | Összesen | Helyezés |
| --------------- | ----------- | -------- | -------- | -------- | -------- | -------- | -------- |
| Erling Johansen | 82,5 kg     | 147,5    | 10.      | 170,0    | 13.      | 317,5    | 12.      |

## Úszás
Férfi
| Versenyző        | Versenyszám | Előfutam | Előfutam | Előfutam | Döntő   | Döntő    |
| Versenyző        | Versenyszám | Idő      | Hely.    | Össz.    | Idő     | Helyezés |
| ---------------- | ----------- | -------- | -------- | -------- | ------- | -------- |
| Susanne Nielsson | 100 m mell  | 1:11,58  | 2.       | 3.       | 1:11,16 |          |
| Susanne Nielsson | 200 m mell  | 2:34,42  | 2.       | 5.       | 2:32,75 | 4.       |

## Vitorlázás
Nyílt
| Versenyző                                                | Versenyszám     | Futam   | Futam | Futam  | Futam | Futam | Futam | Futam  | Pontszám | Helyezés |
| Versenyző                                                | Versenyszám     | 1       | 2     | 3      | 4     | 5     | 6     | 7      | Pontszám | Helyezés |
| -------------------------------------------------------- | --------------- | ------- | ----- | ------ | ----- | ----- | ----- | ------ | -------- | -------- |
| Lasse Hjortnæs                                           | Finn dingi      | (28,0*) | 3,0   | 27,0   | 3,0   | 14,0  | 24,0  | 28,0** | 99,0     | 13.      |
| Jens Christensen Morten Nielsen                          | Csillaghajó     | 8,0     | 13,0  | (18,0) | 3,0   | 11,7  | 10,0  | 0,0    | 45,7     | 5.       |
| Erik Hansen Poul Richard Høj Jensen Valdemar Bandolowski | Soling          | 0,0     | 10,0  | (11,7) | 10,0  | 3,0   | 0,0   | 0,0    | 23,0     |          |
| Per Kjærgaard Nielsen Peter Due                          | Tornádó         | (13,0)  | 3,0   | 3,0    | 5,7   | 3,0   | 10,0  | 5,7    | 30,4     |          |
| Jacob Bojsen-Møller Jørgen Bojsen-Møller                 | Repülő hollandi | (22,0)  | 5,7   | 11,7   | 11,7  | 11,7  | 8,0   | 5,7    | 54,5     | 6.       |

* - kizárták

** - nem ért célba

## Vívás
Női
| Versenyző  | Versenyszám | Selejtező | Selejtező | Selejtező         | Selejtező | Főtábla           | Főtábla           | Vigaszág          | Vigaszág          | Vigaszág          | Döntő             | Döntő   | Helyezés |
| Versenyző  | Versenyszám | 1. kör | 1. kör    | 2. kör            | 2. kör    | 1. kör            | 2. kör            | 1. kör            | 2. kör            | 3. kör            | Döntő             | Döntő   | Helyezés |
| Versenyző  | Versenyszám | Ellenfél Eredmény | Hely.     | Ellenfél Eredmény | Hely.     | Ellenfél Eredmény | Ellenfél Eredmény | Ellenfél Eredmény | Ellenfél Eredmény | Ellenfél Eredmény | Ellenfél Eredmény | Hely.   | Helyezés |
| ---------- | ----------- | --- | --------- | ----------------- | --------- | ----------------- | ----------------- | ----------------- | ----------------- | ----------------- | ----------------- | ------- | -------- |
| Max Madsen | Tőr, egyéni | 6. csoport · Pascale Trinquet-Hachin (FRA) · 5–2 · Susan Wrigglesworth (GBR) · 4–5 · Mandy Niklaus (GDR) · 1–5 · Anna Rita Sparaciari (ITA) · 2–5 · Maros Magda (HUN) · 1–5 | 5.        | kiesett           | kiesett   | kiesett           | kiesett           | kiesett           | kiesett           | kiesett           | kiesett           | kiesett | 32.      |